# Os Copacabana
Os Copacabana é um grupo instrumental formado no início da década de 1950.

## Discografia[2]
- (1955) Urubu malandro
- (1954) Precoce
- (1953) Pode voltar
- (1953) Confesso que te amo
- (1953) Precoce
- (1953) Mania do Mané
- (1952) Nasci cansado
- (1951) Wabash blues
- (1951) Granada